# Phrynus hispaniolae
Phrynus hispaniolae är en spindeldjursart som beskrevs av Armas och González 2002. Phrynus hispaniolae ingår i släktet Phrynus och familjen Phrynidae. Inga underarter finns listade i Catalogue of Life.